# Старий Шигай
Старий Шига́й (рос. Старый Шигай, башк. Иҫке Шығай) — село у складі Буздяцького району Башкортостану, Росія. Входить до складу Сабаєвської сільської ради.
Населення — 153 особи (2010; 184 у 2002).
Національний склад:
- татари — 60 %
- башкири — 39 %